# Carl Andreas von Wehner
Carl Andreas von Wehner (geb. 11. Juli 1738; gest. 31. August 1766 in Blottnitz) war ein preußischer Landrat.

## Herkunft
Carl Andreas von Wehner war der Sohn von Carl Friedrich von Wehner (1706–1784), Erbherr auf Blottnitz, Dammitsch, Mittel Dammer und Geisendorf und dessen Ehefrau Anna Catharina (1709–1778), geb. von Seeliger.

## Werdegang
Carl Andreas immatrikulierte sich am 13. April 1758 an der Universität Frankfurt (Oder). Nach Ende seines Studiums besuchte er die Höfe in Braunschweig und Berlin. Ab 1760 arbeitete er als Referendar bei der Oberamtsregierung in Groß-Glogau. Nachdem er um 1763 Kreisdeputierter geworden war, wurde er am 5. Juli 1765 zum Nachfolger von Gottfried Diprand von Reibnitz als Landrat des Kreises Groß Strehlitz ernannt. Nach kurzer Amtszeit als Landrat starb er am 31. August 1766 im Alter von 28 Jahren an den Folgen des weißen Friesels. Sein Nachfolger wurde Johann Carl Andreas von Arnold.

## Familie
Carl Andreas von Wehner hatte zwei Schwestern und einen Bruder. Theresia Charlotte, geb. 1740, starb am 29. August 1766, ebenfalls an den Folgen des weißen Friesels, als Braut eines im Braunschweigischen Regiments dienenden Majors von Elsner. Amalie, geb. im Oktober 1741, war seit dem 2. Januar 1761 mit dem königlich preußischen Hofmarschall Graf Friedrich Wilhelm von Posadowsky verheiratet.